# Leguernita
La leguernita és un mineral de la classe dels sulfats. Rep el nom de Francois Le Guern (1942-2011), un vulcanòleg molt actiu i un expert en gasos volcànics i sublimats.

## Característiques
La leguernita és un sulfat de fórmula química Bi38O42(SO₄)15. Va ser aprovada com a espècie vàlida per l'Associació Mineralògica Internacional l'any 2013. Cristal·litza en el sistema monoclínic.
L'exemplar que va servir per a determinar l'espècie, el que es coneix com a material tipus, es troba conservat a les col·leccions del C.L. Garavelli Museum, al departament de Ciències de la Terra i Geoambientals de la Università degli Studi di Bari Aldo Moro, a Itàlia, amb el número de mostra: 18/nm-v28.

## Formació i jaciments
Va ser descoberta al cràter La Fossa, situada a l'illa de Vulcano, a les illes Eòlies, dins la província de Messina (Sicília, Itàlia), on es troba com a cristalls en forma d'agulla de fins a 0,4 mm de llarg i 0,01 mm de diàmetre que formen agregats fibrosos. Aquest indret és l'únic a tot el planeta on ha estat descrita aquesta espècie mineral.